# Équipe des Maldives de football
Cet article traite de l'équipe masculine. Pour l'équipe féminine, voir Équipe des Maldives féminine de football.
Maillots
Actualités
L'équipe des Maldives de football est la sélection de joueurs de football maldiviens représentant le pays lors des compétitions internationales  sous l'égide de la Fédération des Maldives de football. Ses joueurs sont surnommés les « Red Snappers », du nom du vivaneau péché dans les îles.
La « Guamee Team », son autre surnom en dhivehi, dispute ses rencontres à domicile au Stade Rasmee Dhandu, stade de 11 850 places, situé à Kaafu. Les Maldiviens ont terminé l'année 2024 au 162e rang mondial du classement FIFA. L'équipe est dirigée, depuis 2024, par le Maldivien Ali Suzain.

## Histoire
L'équipe nationale dispute la première rencontre de son histoire en 1979 face aux Seychelles, match perdu sur le score de neuf buts à zéro dans le cadre des Jeux des îles de l'océan Indien. À la suite de l'affiliation de la fédération à la FIFA en 1986, elle dispute ses premières qualifications à une phase finale de Coupe du monde en 1996, en vue du Mondial 1998 en France.
Cette première phase qualificative de l'histoire de la sélection a notamment vu les insulaires connaître la plus large défaite de leur histoire, sur le score de 17 à 0 contre l'Iran le 2 juin 1997 à Damas. A contrario, lors du premier tour des éliminatoires pour la Coupe du monde 2006, les Maldives décrochent le plus large succès de leur histoire lors du barrage retour à domicile contre la Mongolie, qu'ils écrasent sur le score de 12 à 0 le 3 décembre 2003 (les Maldives se sont qualifiés 13-0 sur l'ensemble des deux matchs). Lors du 2e tour des éliminatoires pour la Coupe du monde 2006, les Maldives furent reversés dans le groupe 7 avec la Corée du Sud, le Liban et le Viêt Nam. A cette occasion, la sélection insulaire réussit un des plus beaux exploits de son histoire en accrochant à domicile la Corée du Sud, demi-finaliste sortant du Mondial 2002, sur le score de 0-0 le 31 mars 2004. Les Maldives terminèrent néanmoins derniers de leur groupe, avec 4 points au compteur et une seule victoire, à domicile contre le Viêt Nam (3-0) le 13 octobre 2004.
L'équipe maldivienne ne s'est jusqu'à présent jamais qualifiée pour une phase finale de Coupe du monde ni pour une phase finale de Coupe d'Asie des nations. Elle n'a jamais remporté l'AFC Challenge Cup, son meilleur résultat étant une 3e place décrochée lors de l'édition 2014, insuffisant pour décrocher sa qualification pour la Coupe d'Asie des nations 2015. Mais elle compte à son palmarès deux victoires au championnat d'Asie du Sud en 2008 et 2018, et fut également finaliste de cette compétition en 1997, 2003 et en 2009.
Elle a participé à quatre éditions footballistiques des Jeux des îles de l'océan Indien, en 1979, 1985, 2011 et 2015; sans jamais remporter la moindre médaille et en ayant gagné qu'un seul match, le 2 août 2015 face aux Seychelles (2-1), insuffisant cependant pour passer les phases de poules.
En 2021, l'ancien joueur italien Francesco Moriero est nommé sélectionneur de l'équipe et entame son mandat par un match amical contre le Sri Lanka (4-4). Les résultats sous son houlette son inégaux et il est limogé après deux défaites, en phase de poule du championnat d'Asie du Sud. 
Depuis le départ de Moriero, c'est Ali Suzain (ancien entraîneur du Victory SC notamment) qui prend la tête de la sélection par intérim. 163e au classement FIFA, la sélection n'a pas encore jouée de match en 2024. 

## Sélection actuelle
Mis à jour le 23 juillet 2024
| N°         | Nom                    | Date de naissance | Sélections (buts) | Club          |
| ---------- | ---------------------- | ----------------- | ----------------- | ------------- |
| Gardiens   |                        |                   |                   |               |
| 12         | Hassan Ibrahim         | 2 octobre 2001    | 0 (0)             | Club Eagles   |
| 22         | Hussain Shareef        | 5 septembre 1998  | 5 (0)             | Maziya Sports |
| 1          | Ali Naajih             | 8 décembre 1999   | 0 (0)             | Maziya Sports |
| Défenseurs |                        |                   |                   |               |
| 19         | Ahmed Aiham            | 23 mars 1998      | 1 (0)             | Super United  |
| 3          | Mohamed Nizam          | 11 juin 1994      | 1 (0)             | Super United  |
| 4          | Ahnaf Rasheed          | 23 novembre 2001  | 2 (0)             | Super United  |
| 17         | Hassan Shifaz          | 11 août 1992      | 6 (0)             | Maziya Sports |
| 13         | Haisham Hassan         | 21 juillet 1999   | 8 (0)             | Maziya Sports |
| 8          | Ahmed Numaan           | 10 novembre 1992  | 18 (0)            | Maziya Sports |
| 14         | Hisam Saleem           | 13 septembre 1991 | 0 (0)             | Club Eagles   |
|            | Hussain Sifaau         | 4 février 1996    | 24 (0)            | Maziya Sports |
| Milieux    |                        |                   |                   |               |
| 11         | Ibrahim Aisam          | 7 mai 1997        | 19 (1)            | Maziya Sports |
| 6          | Mohamed Irufaan        | 24 juillet 1994   | 11 (0)            | Maziya Sports |
| 23         | Hamza Mohamed          | 17 février 1995   | 43 (5)            | Maziya Sports |
| 7          | Nisham Rasheed         | 31 janvier 1999   | 0 (0)             | Club Eagles   |
| 18         | Ali Fasir              | 4 septembre 1988  | 48 (10)           | Maziya Sports |
| 20         | Ibrahim Usamaa Majeedh | 28 novembre 1998  | 0 (0)             | -             |
| -          | Hussain Nihan          | 6 juillet 1992    | 20 (0)            | Maziya Sports |
| Attaquants |                        |                   |                   |               |
| 10         | Hassan Raif            | 30 janvier 1998   | 8 (0)             | Maziya Sports |
| 15         | Ibrahim Mahudhee       | 22 août 1993      | 25 (2)            | Club Eagles   |
| 16         | Hassan Nazeem          | 24 mai 2001       | 4 (1)             | Maziya Sports |
|            | Naiz Hassan            | 10 mai 1996       | 33 (8)            | Maziya Sports |
|            | Mohammed Naim          | 7 octobre 1996    | 6 (0)             | -             |

## Classement FIFA
| Année              | 1993 | 1994 | 1995 | 1996 | 1997 | 1998 | 1999 | 2000 | 2001 | 2002 | 2003 | 2004 | 2005 | 2006 | 2007 | 2008 | 2009 | 2010 | 2011 | 2012 | 2013 | 2014 | 2015 | 2016 | 2017 | 2018 | 2019 | 2020 | 2021 | 2022 | 2023 | 2024 |
| ------------------ | ---- | ---- | ---- | ---- | ---- | ---- | ---- | ---- | ---- | ---- | ---- | ---- | ---- | ---- | ---- | ---- | ---- | ---- | ---- | ---- | ---- | ---- | ---- | ---- | ---- | ---- | ---- | ---- | ---- | ---- | ---- | ---- |
| Classement mondial | 148  | 162  | 169  | 176  | 160  | 166  | 143  | 154  | 147  | 152  | 141  | 139  | 133  | 158  | 151  | 154  | 137  | 162  | 173  | 159  | 163  | 130  | 160  | 154  | 155  | 152  | 155  | 155  | 157  | 156  | 161  | 162  |

## Palmarès
Le tableau suivant résume le palmarès de la sélection maldivienne en compétitions officielles. Il se compose de deux titres obtenus lors du championnat d'Asie du Sud, en 2008 et en 2018.
| Championnat d'Asie du Sud                                                                                   | AFC Challenge Cup                                           |
| --- | ----------------------------------------------------------- |
| - championnat d'Asie du Sud (11 participations) : - Vainqueur : 2008 et 2018 - Finaliste : 1997, 2003, 2009 | - AFC Challenge Cup (3 participations) : - Troisième : 2014 |

### Parcours enCoupe du monde
| Année | Position     |      | Année             | Position |                   | Année | Position |
| 1930  | Non inscrite | 1974 | Non inscrite      | 2010     | Tour préliminaire |       |          |
| 1934  | Non inscrite | 1978 | Non inscrite      | 2014     | Tour préliminaire |       |          |
| 1938  | Non inscrite | 1982 | Non inscrite      | 2018     | Tour préliminaire |       |          |
| 1950  | Non inscrite | 1986 | Non inscrite      | 2022     | Tour préliminaire |       |          |
| 1954  | Non inscrite | 1990 | Non inscrite      | 2026     | Tour préliminaire |       |          |
| 1958  | Non inscrite | 1994 | Non inscrite      | 2030     | À venir           |       |          |
| 1962  | Non inscrite | 1998 | Tour préliminaire | 2034     | À venir           |       |          |
| 1966  | Non inscrite | 2002 | Tour préliminaire |          |                   |       |          |
| 1970  | Non inscrite | 2006 | Tour préliminaire |          |                   |       |          |

### Parcours enCoupe d'Asie
| Année | Position     |      | Année             | Position |                        | Année | Position |
| 1956  | Non inscrite | 1984 | Non inscrite      | 2011     | Tour préliminaire      |       |          |
| 1960  | Non inscrite | 1988 | Non inscrite      | 2015     | Tour préliminaire      |       |          |
| 1964  | Non inscrite | 1992 | Non inscrite      | 2019     | Tour préliminaire      |       |          |
| 1968  | Non inscrite | 1996 | Tour préliminaire | 2023     | Tour préliminaire      |       |          |
| 1972  | Non inscrite | 2000 | Tour préliminaire | 2027     | Éliminatoires en cours |       |          |
| 1976  | Non inscrite | 2004 | Tour préliminaire |          |                        |       |          |
| 1980  | Non inscrite | 2007 | Non inscrite      |          |                        |       |          |

## Sélectionneurs
| - Temesvári Miklós (1991–93) - Rómulo Cortez (1996–97) - Vyacheslav Solokho (1998) - Yordan Ivanov Stoikov (1999) | - Victor Stănculescu (1999–00) - Jozef Jankech (2001–03) - Manuel Gomes (2004) - Yordan Ivanov Stoikov (2005–07) | - Jozef Jankech (2007–08) - István Urbányi (2009–10) - Andrés Cruciani (2010–11) - István Urbányi (2011–13) | - Ali Nashid (2013–14, intérim) - Drago Mamić (2014) - Velizar Popov (2015) - Ricki Herbert (sep. 2015-juin 2016) - Martin Koopman (jan. 2020-octobre 2021) - Francesco Moriero (octobre 2021-2023) - Ali Suzain (2024-) |